# El Salto de Abajo
El Salto de Abajo är en ort i Mexiko.   Den ligger i kommunen San Francisco del Rincón och delstaten Guanajuato, i den centrala delen av landet, 300 km nordväst om huvudstaden Mexico City. El Salto de Abajo ligger 1 870 meter över havet och antalet invånare är 443.
Terrängen runt El Salto de Abajo är platt åt nordost, men åt sydväst är den kuperad. Runt El Salto de Abajo är det ganska glesbefolkat, med 47 invånare per kvadratkilometer. Närmaste större samhälle är San Ignacio de Hidalgo, 12,2 km nordväst om El Salto de Abajo. Trakten runt El Salto de Abajo består till största delen av jordbruksmark.